# Chiến dịch Tia Lửa
Chiến dịch Tia Lửa (tiếng Nga: Операция Искра, Operatsia Iskra) là một chiến dịch quân sự diễn ra tại Mặt trận Xô-Đức thuộc Chiến tranh thế giới thứ hai. Chiến dịch do Hồng quân Liên Xô tổ chức nhằm tấn công vào quân đội phát xít Đức, diễn ra từ ngày 12 đến ngày 30 tháng 1 năm 1943, ngay sau khi chiến dịch tấn công Sinyavino kết thúc. Nhiệm vụ của chiến dịch là phá vỡ vòng vây của phát xít Đức và thiết lập một "hành lang" tiếp vận bằng đường bộ cho thành phố Leningrad tại khu vực được gọi là "cổ chai" Shlisselburg nằm ở bờ Tây Nam hồ Ladoga. Chiến dịch Tia Lửa là một phần trong giai đoạn tổng tấn công mùa Đông 1941-42 của quân đội Xô Viết.
Các lực lượng Hồng quân tham gia chiến dịch này là Phương diện quân Leningrad và phương diện quân Volkhov cùng với Hạm đội Baltic. Chiến dịch mở màn vào ngày 12 tháng 1 năm 1943 và đến ngày 18, các lực lượng của Phương diện quân Leningrad và Volkhov đã gặp nhau ở khu vực "cổ chai" Shlisselburg và đến ngày 22 tháng 1 thì mặt trận ở đây đã ổn định. Sau chiến dịch Tia Lửa, một hành lang đường bộ bên bờ Tây của hồ Ladoga với chiều rộng chừng 8 kilômét (5,0 mi)–10 kilômét (6,2 mi) đã được nối liền từ Leningrad ra bên ngoài. Một tuyến đường sắt nhanh chóng được xây dựng trên hành lang và điều này đã giúp cung ứng nhu yếu phẩm và lương thực cho Leningrad với hiệu quả lớn hơn rất nhiều so với con đường tiếp tế băng qua bề mặt đóng băng của hồ Ladoga. Nhờ đó, nguy cơ Leningrad thất thủ và quân Phần Lan hợp binh với quân Đức tại khu vực này cũng đã bị hóa giải phần lớn.
Thành công của chiến dịch Tia Lửa đã khiến cho một chiến dịch khác tham vọng hơn mang tên "sao Bắc Cực" (Polyarnaya Zvezda) được thực thi gần 2 tuần sau đó nhằm tống khứ hoàn toàn người Đức khỏi khu vực Leningrad, phá vỡ hoàn toàn sự uy hiếp của quân địch tại thành phố này. Tuy nhiên, chiến dịch này không thu được kết quả gì đáng kể và buộc phải bỏ dở. Trong suốt năm 1943, Hồng quân Liên Xô tiếp tục mở một số đợt tấn công nhưng cũng chỉ giành được một số thắng lợi khiêm tốn, dần dần nới rộng khu vực "cổ chai" Leningrad và giải phóng Sinyavino vào tháng Chín. Leningrad và hành lang bên bờ Tây hồ Ladoga tiếp tục bị quân Đức đánh phá cho đến ngày 27 tháng 1 năm 1944 khi chiến dịch giải phóng tỉnh Leningrad được mở màn.

## Bối cảnh
Thành phố Leningrad bị tấn công từ hồi đầu mùa thu 1941 và đến ngày 8 tháng 9 cùng năm, liên quân Đức-Phần Lan đã bao vây thành phố, cắt đứt mọi con đường tiếp tế trên bộ đối với thành phố và các vùng phụ cận. Tuy nhiên, cuộc công kích vào thành phố hoàn toàn thất bại và quân Đức quyết định vây đói Leningrad. Trong suốt năm sau (1942), mọi nỗ lực nhằm giải vây cho Leningrad đều không thành công. Sau thất bại của chiến dịch Sinyavino vào cuối năm 1942, chiến tuyến quay trở lại như ban đầu và nằm ngăn cách giữa các phương diện quân Leningrad của L.A. Govorov và phương diện quân Volkhov của K.A. Meretskov là một cái "cổ chai" có chiều dài 16 kilômét (9,9 mi).
Bộ Tổng tư lệnh tối cao Liên Xô (STAVKA) vẫn quyết tâm giải vây cho Leningrad, trên thực tế nhiệm vụ giải vây Leningrad được ưu tiên rất cao trong các quyết sách của Nhà nước Xô Viết. Việc chuẩn bị cho một cuộc tấn công mới bắt đầu ngay từ tháng 11 năm 1942 và đến tháng 12, kế hoạch được STAVKA chuẩn y và đặt cho mật danh "Tia lửa" (Iskra) Theo dự kiến, cuộc tấn công sẽ diễn ra vào tháng 1 năm 1943.
Đến thời điểm đó, cục diện chiến trường đã chuyển sang hết sức có lợi cho quân đội Liên Xô. Thảm bại ở trận Stalingrad đã trận tuyến quân Đức bị suy yếu và Hồng quân Liên Xô đang triển khai các đợt phản công liên tiếp trong suốt mùa đông 1942-43 với trọng tâm là ở miền Nam nước Nga nhằm khai thác tối đa chiến quả ở Stalingrad. Trong hoàn cảnh như vậy, Chiến dịch Tia Lửa là trận đánh đầu tiên diễn ra trong chuỗi chiến dịch với mục tiêu nhằm giáng một đòn trí mệnh vào Cụm Tập đoàn quân Bắc của Đức Quốc xã.

## Địa hình và tình hình mặt trận

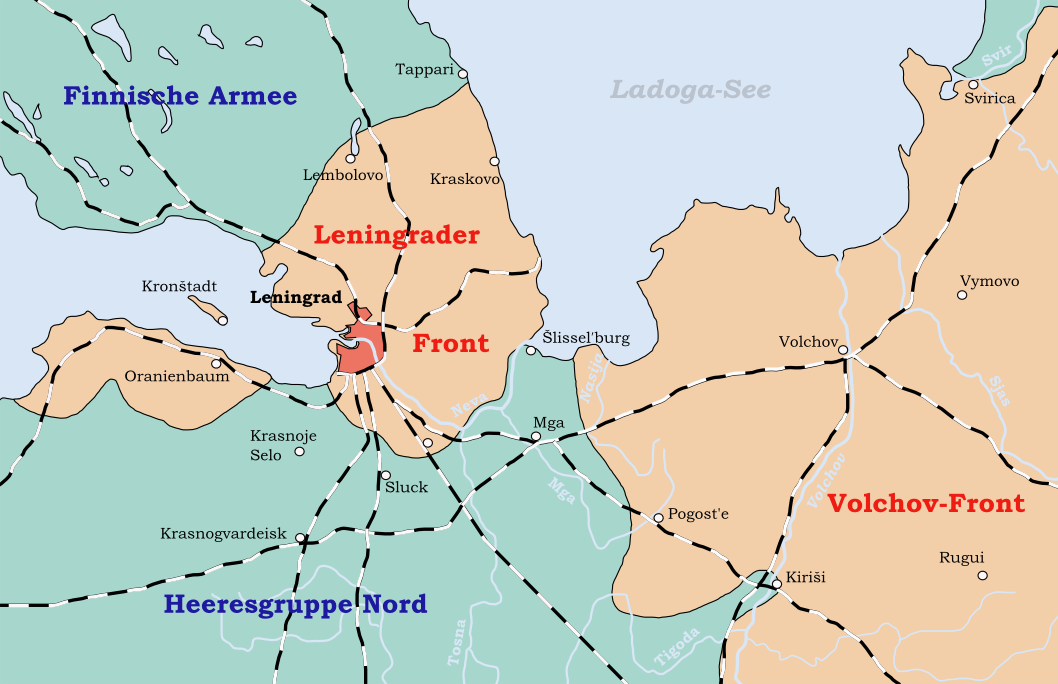
Tình hình mặt trận tại khu vực "cổ chai" Shlisselburg vào tháng 1 năm 1943.

Khu vực phía Nam hồ Ladoga là một vùng nhiều rừng và đầm lầy dày đặc gần hồ, đặc biệt hiện diện nhiều bãi than bùn. Thêm vào đó, rừng rậm đã hạn chế đáng kể tầm nhìn của binh sĩ. Tất cả các yếu tố đó gây nhiều khó khăn cho việc triển khai và vận động các lực lượng pháo binh và thiết giáp của đôi bên, tạo ra tình thế dễ thủ khó công. Một trong những vị trí then chốt tại khu vực là điểm cao Sinyavino với chiều cao 150 mét so với khu vực bằng phẳng xung quanh. Đây cũng chính là một trong những nơi hiếm hoi có đất nền khô ráo và cùng cấp tầm nhìn tốt cho những ai chiếm giữ nó. Do mặt trận không thay đổi gì nhiều kể từ khi quân Đức xiết vòng vây ở Leningrad, người Đức đã tận dụng sự tĩnh tại này để thiết lập một hệ thống phòng thủ dày đặc và vững chắc bao gồm nhiều hỏa điểm mạnh liên kết với nhau bằng các chiến hào và được bảo vệ bởi nhiều vật cản cùng hỏa lực pháo binh và súng cối phối hợp chặt chẽ với nhau. Sông Neva và các đầm lầy xung quanh bị đóng băng phần nào vào mùa đông và vì vậy bộ binh có thể đi bộ qua dòng sông, tuy nhiên xe tăng và thiết giáp thì chịu chết vì bề mặt băng không đủ vững.

## Binh lực và kế hoạch

### Quân đội Liên Xô
- Phương diện quân Leningrad (tư lệnh: trung tướng pháo binh L.A. Govorov - đến ngày 15 tháng 1 năm 1943 được thăng hàm Thượng tướng)
  - Tập đoàn quân số 67 (trung tướng M.P. Dukhanov)
  - Tập đoàn quân số 55 (trung tướng V.P. Sviridov)
  - Tập đoàn quân không quân số 13 (thượng tướng không quân S.D. Rybalchenko)
- Phương diện quân Volkhov (tư lệnh: đại tướng K.A. Meretskov, phó tư lệnh: trung tướng I.I. Fedyuninsky)
  - Tập đoàn quân xung kích số 2 (trung tướng V.Z. Romanovsky)
  - Tập đoàn quân số 54 (trung tướng A.V. Sukhomlin)
  - Tập đoàn quân số 8 (trung tướng F.N. Starikov)
  - Tập đoàn quân không quân số 14 (trung tướng không quân I.P. Zhuravlev)

Kế hoạch tác chiến của chiến dịch Tia lửa được Đại bản doanh chấp thuận vào ngày 28 tháng 12 năm 1942, khi phía STAVKA phát hiện các tập đoàn quân 16 và 18 của Đức chuyển sang phòng thủ mùa đông. Mục tiêu của kế hoạch là nhằm giải vây cơ bản cho Leningrad, thủ tiêu sự uy hiếp của tập đoàn quân 16 (Đức) trên tuyến Chernaya Rechka, Shlissenburg, Livka, Sinyavino phía nam hồ Ladoga, khôi phục hoàn toàn và chắc chắn tuyến giao thông giữa Leningrad với nội địa Liên Xô. Sau đó, hai phương diện quân Leningrad và Volkhov sẽ nghỉ ngơi 10 ngày để củng cố lực lượng cho các cuộc tấn công sắp tới.
Mệnh lệnh ban xuống từ STAVKA có nội dung như sau:
| “         | Với lực lượng tổng hợp của các Phương diện quân Volkhov và Leningrad, đánh bại quân địch ở khu vực Lipka, Gaitolovo, Dubrovka, Shlisselburg, và sau đó phá vỡ vòng vây đối Leningrad. Kết thúc chiến dịch vào cuối tháng 1 năm 1943. | ” |
| — STAVKA, | |   |

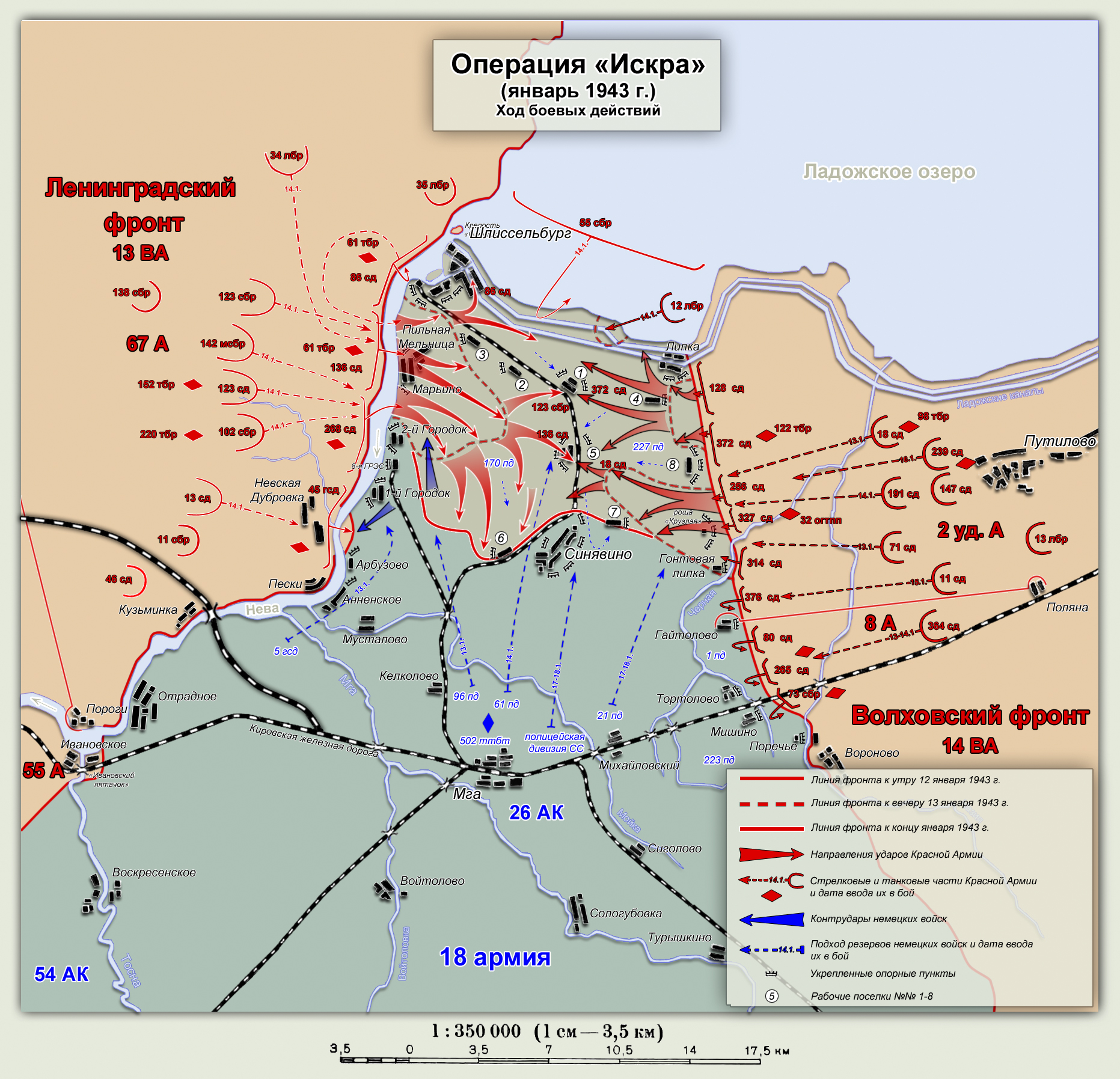
Bản đồ kế hoạch tấn công của quân đội Liên Xô

Sự khác biệt lớn nhất giữa chiến dịch Tia Lửa với chiến dịch Sinyavino hồi tháng 9 năm 1942 đó là phương hướng tấn công. Trong chiến dịch Sinyavino, quân đội Liên Xô chọn mục tiêu là phía Nam điểm dân cư cùng tên với ý định bao vây một số sư đoàn Đức trong cái "cổ chai" Shlisselburg, tuy nhiên hướng tấn công như vậy khiến đối phương có thể dễ dàng đột kích vào cánh Bắc của phương diện quân Volkhov để tiến hành phản bao vây, đập tan đợt tấn công của Hồng quân. Lần này, mục tiêu của chiến dịch nằm ở phía Bắc Sinyavino, gần hơn với hồ Ladoga, vì vậy loại trừ được nguy cơ bị phản đột kích ở cạnh sườn và tăng khả năng thành công của chiến dịch. Lựa chọn an toàn cũng có cái giá của nó: ý định bao vây phần lớn quân Đức ở "cổ chai" Shlisselburg không thể thực hiện được nếu chọn lối đánh này.
Chiến dịch Tia Lửa được thực thi bởi các Tập đoàn quân số 67 (chỉ huy: M.P. Dukhanov) của PDQ Leningrad cà Tập đoàn quân xung kích số 2 (chỉ huy: V.Z. Romanovsky) của PDQ Volkhov. Tập đoàn quân số 8 (F.N. Starikov) có nhiệm vụ tấn công chiến thuật ở cạnh sườn của Tập đoàn quân xung kích số 2 và bảo vệ trận địa ở những khu vực khác.
Về chiến thuật, quân đội Liên Xô vẫn sử dụng cánh trái của Phương diện quân Leningrad và cánh phải của Phương diện quân Volkhov. Tại cánh trái Phương diện quân Leningrad, tập đoàn quân 67 do tướng M.P. Dukhanov chỉ huy vượt sông Neva đánh vào tuyến phòng thủ của cánh trái tập đoàn quân 18 (Đức) trên tuyến Moskovskaia - Dubrovka - Shlissenburrg và hợp điểm với cánh phải của Phương diện quân Volkhov. Yểm hộ sườn phải cho tập đoàn quân 67 có tập đoàn quân 55 do tướng V.P. Sviridov chỉ huy. Chủ lực cánh phải của Phương diện quân Volkhov vẫn là tập đoàn quân xung kích 2 do tướng B.Z. Romanovssky chỉ huy, yểm hộ sườn trái cho tập đoàn quân này có tập đoàn quân 8 do tướng F.N. Starikov chỉ huy.
Hai Phương diện quân dành cả tháng 12 để tập dượt và chuẩn bị cho chiến dịch, cũng như nhận được rất nhiều binh lực tăng viện. Số binh lực này không chỉ bao gồm các sư đoàn, lữ đoàn bộ binh mới hoặc được tái bổ sung, mà còn bao hàm nhiều đơn vị pháo binh và công binh vốn cực kỳ quan trọng đối với việc đột phá các phòng tuyến dày đặc và vững chắc của quân Đức tại khu vực "cổ chai". Lực lượng tham gia chiến dịch cũng bao hàm những đơn vị chuyên dụng cho chiến đấu mùa đông, như ba lữ đoàn trượt tuyết và 4 tiểu đoàn thiết giáp trượt tuyết (aerosani, aэросани). Nhằm đảm bảo ưu thế về không quân - vốn không đạt được trong các chiến dịch trước, số máy bay tại mặt trận được nâng lên 800 chiếc, chủ yếu là máy bay tiêm kích. Xe tăng tỏ ra không phù hợp đối với địa hình đầm lầy ở đây, vì vậy lực lượng thiết giáp chia nhỏ thành các tiểu đoàn và được sử dụng với vai trò hỗ trợ cho các sư đoàn, hoặc thành các lữ đoàn hoạt động độc lập.
Ngày mở màn chiến dịch được dự kiến là ngày đầu năm mới (1 tháng 1 năm 1943), tuy nhiên điều kiện băng tuyết xấu ở sông Neva buộc ngày khởi binh bị dời lại đến 10-12 tháng 1. Quân đội Xô viết đã thi hành một số biện pháp bảo mật để ngăn chặn việc thông tin bị rò rỉ ra ngoài, tỉ như chỉ có một số tướng lĩnh cấp cao mới được phép tham gia soạn thảo kế hoạch, đồng thời việc tái bố trí và triển khai binh lực được tiến hành trong đêm hoặc trong thời tiết xấu, và một số đợt tấn công nghi binh nhỏ được tiến hành nhằm làm phân tán sự chú ý của kẻ địch.
Vào ngày 10 tháng 10, Đại bản đoan cử Đại tướng G.K. Zhukov làm đại diện Đại bản doanh và chịu trách nhiệm phối hợp hành động của hai phương diện quân. Ngày hôm sau, các đơn vị bộ binh đến vị trí xuất phát và các thê đội dẫn đầu của xe tăng cùng vào vị trí vào ngày 12 tháng 1.

### Quân đội Đức Quốc xã
- Cụm Tập đoàn quân Bắc (Thống chế Georg von Küchler)
  - Tập đoàn quân số 18 (trung tướng kỵ binh Georg Lindemann)
    - Quân đoàn bộ binh số 170
    - Quân đoàn bộ binh số 227
    - Sư đoàn bộ binh số 21
    - Sư đoàn bộ binh số 61 (thiếu tướng Werner Hühner)
    - Sư đoàn bộ binh số 96
    - Sư đoàn cơ giới SS "Polisha"

  - Tập đoàn quân không quân số 1 (trung tướng không quân Alfred Keller)

Phía Đức hiểu rõ rằng, việc phá vỡ vòng cương tỏa tại Leningrad rất quan trọng đối vối Liên Xô và kiểu nào thì Hồng quân cũng phải bung hết sức để đuổi quân Đức khỏi khu vực "cổ chai" Shlisselburg. Tuy nhiên, do lực lượng dự bị đã bị dồn hết cho việc giải cứu số quân bị vây ở "cái chảo" Stalingrad và Velikiye Luki ở phía Nam, Cụm Tập đoàn quân Bắc - lực lượng đang thực thi việc bao vây Leningrad bị rút đi rất nhiều binh lực. Tập đoàn quân số 11 - đơn vị được dự kiến sẽ dẫn đầu các cuộc công kích vào Leningrad trong chiến dịch "Ánh sáng phương Bắc", và cũng là đơn vị đánh lui cuộc tấn công vào Sinyavino của Hồng quân cùng thời điểm - đã bị điều cho Cụm Tập đoàn quân Trung tâm hồi tháng 10. 9 sư đoàn khác của Cụm Tập đoàn quân Bắc cũng bị điều đi các khu vực khác.
Vào đầu chiến dịch, Tập đoàn quân số 11 của Đức - bao hàm 26 sư đoàn - đã bị buộc phải trấn thủ trên một khu vực mặt trận dài 450 kilômét (280 mi). Điều này khiến binh lực của nó bị dàn mỏng và hầu như không có đơn vị dự bị nào ở cấp độ sư đoàn. Thật vậy, mỗi sư đoàn trấn thủ chỉ có 1-2 tiểu đoàn dự bị chiến thuật và lực lượng dự bị của tập đoàn quân chỉ bao hàm một phần của Sư đoàn bộ binh số 96 và sư đoàn sơn cước số 5. Tập đoàn quân không quân số 1 đảm được nhiệm vụ cung cấp hỗ trợ về mặt không quân.
5 sư đoàn và một phần của 1 sư đoàn khác trú đóng tại cái "cổ chai" Shlisselburg rộng 16 kilômét (9,9 mi) nằm ngăn cách các Phương diện quân Leningrad và Volkhov. Quân Đức ở đây có thì giờ bố phòng hết sức kỹ lưỡng vì hình thái mặt trận ở đây không thay đổi mấy so với hồi tháng 9 năm 1941 và họ hy vọng với hệ thống phòng ngự chặt chẽ như vậy thì có thể đánh lui đợt tấn công của phía Liên Xô.

## Diễn biến

### 12 tháng 1: Chiến dịch mở màn

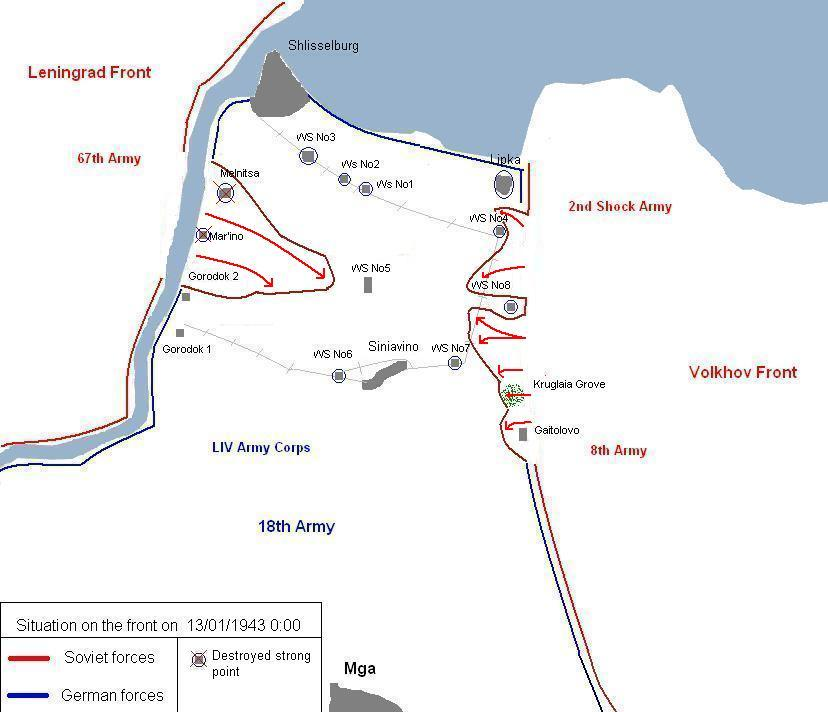
Quân đội Liên Xô tấn công trong ngày 12 tháng 1.

Vào đêm 11 rạng 12 tháng 1 năm 1943, ngay trước khi chiến dịch mở màn, hàng trăm máy bay Liên Xô tổ chức một cuộc không tập dữ dội vào các trụ sở tổng hành dinh cấp sư đoàn, các trận địa pháo, các sân bay và các trung tâm liên lạc của quân Đức nhằm làm rối loạn việc điều khiển, chỉ huy và phá hoại các con đường tiếp viện của kẻ địch. Vào 9 giờ 30 sáng ngày 12 tháng 1, chiến dịch Tia Lửa mở màn với đợt bắn chuẩn bị kéo dài 2 giờ 20 phút của PDQ Leninhgrad và 1 giờ 45 phút của PDQ Volkhov. Tiếp đó, vào khoảng 5 phút trước khi đợt bắn chuẩn bị kết thúc, bộ binh Hồng quân bắt đầu tiến công với sự yểm hộ của một loạt tên lửa Katyusha nhằm khai thác tối đa hiệu quả của đợt bắn chuẩn bị.
Phương diện quân Leningrad đạt được thành quả lớn nhất tại khu vực nằm giữa Shlisselburg và Gorodok 1. Tại đây, các sư đoàn bộ binh số 136 và 268 được pháo binh yểm hộ đã đánh chiếm một đầu cầu rộng chừng 5 kilômét (3,1 mi) và sâu 3 kilômét (1,9 mi). Vào lúc 18 giờ các công binh đã xây dựng xong những chiếc cầu bắc ngang sông gần Mar'ino để cho các thê đội tiếp theo vượt lên. Tuy nhiên, ở phía Bắc, gần Gorodok, Hồng quân chỉ chiếm được tuyến chiến hào đầu tiên của quân Đức. Ở phía Bắc xa một chút nữa, đợt tấn công vào Shlisselburg thất bại. Đến chiều tối, Bộ Tư lệnh Phương diện quân quyết định sẽ khai thác những gì mà các sư đoàn 136 và 268 giành được, còn các lực lượng tấn công Shlisselburg từ phía sông Neva cũng sẽ được điều qua đây và sẽ tim cách đánh chiếm thành phố từ phía Nam.
Phương diện quân Volkhov tiến quân ít thành công hơn khu Tập đoàn quân xung kích số 2 đã bao vây nhưng không thể thủ tiêu các cứ điểm mạnh của quân Đức tại Lipka và tại khu công nhân số 8. Trên thực tế, cứ điểm tại khu công nhân số 8 là một "pháo đài" thực sự với 16 boong ke và 700 quân đồn trú. Hỏa lực bắn từ hai bên sườn của những cứ điểm này khiến Hồng quân không thể tiến xa hơn, tuy nhiên dù sao Tập đoàn quân xung kích số 2 đã đột phá sâu được 2 kilômét (1,2 mi) giữa hai cứ điểm trên. Ở phía Nam, giữa khu công nhân số 8 và khu rừng Kruglaya thì Hồng quân tiến được 1–2 kilômét (0,62–1,24 mi), trong khi ở phía cực Nam, đòn đánh bọc sườn của Tập đoàn quân số 8 chỉ có thể xuyên phá được tuyến phòng thủ thứ nhất của quân Đức.
Trước tình hình đó, quân Đức vội vã điều lực lượng dự bị của họ tới khu vực "cổ chai" và số viện binh này đã hành quân suốt đêm 12 tháng 1. Lực lượng tăng viện bao gồm 5 tiểu đoàn của sư đoàn bộ binh số 96, được hỗ trợ bởi pháo binh và 4 xe tăng Tiger I được điều tới Gorodok số 2 để tăng cường cho sư đoàn bộ binh số 170 ở phía Tây. Một lực lượng tương tự bao gồm các tiểu đoàn của sư đoàn bộ binh số 96 cũng được điều tới khu công nhân số 1 để hỗ trợ cho sư đoàn bộ binh số 227.

### 13-17 tháng 1: Quân đội Liên Xô tiếp tục tấn công

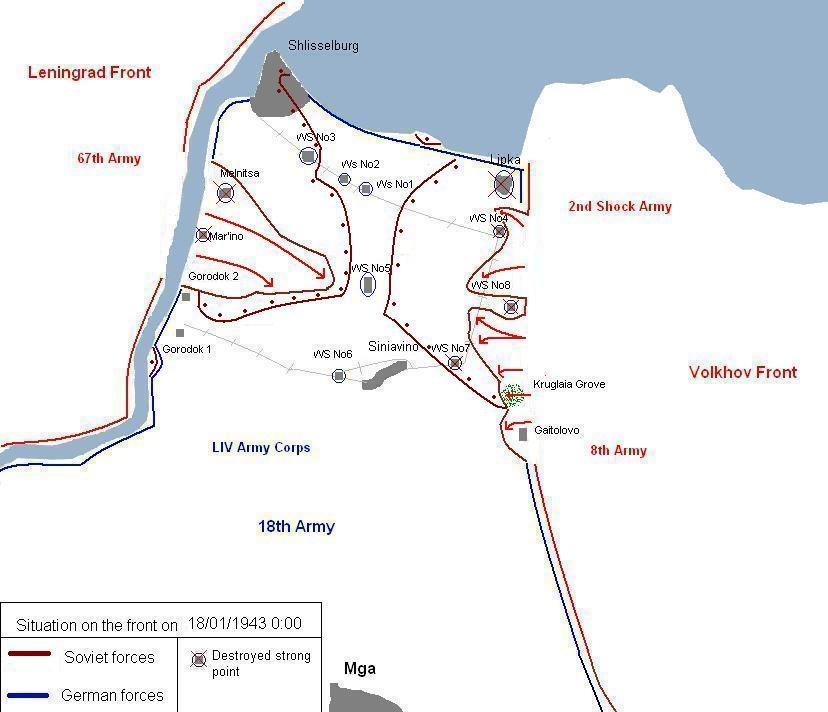
Quân đội Liên Xô tiến công, cho đến trước ngày 18 tháng 1.

5 ngày sau đó là một chuỗi những trận đánh dữ dội và đẫm máu khi Hồng quân tiến quân qua các cứ điểm mạnh của quân Đức đồng thời phải liên tục đánh lui các đợt phản kích của quân địch. Vào ngày 13 tháng 1 thời tiết rất xấu, vì vậy Hồng quân không thể triển khai không quân hỗ trợ và thế là các đơn vị mặt đất chịu thiệt hại nặng nề nhưng không giành thêm được phần lãnh thổ nào. Về phía Đức, các đợt phản kích của họ đều lần lượt bị bẻ gãy và họ buộc phải chuyển sang phòng ngự, củng cố trận tuyến và điều thêm các đơn vị từ những nơi còn yên tĩnh sang những khu vực trọng yếu. Các đơn vị tăng viện này bao gồm một phần của sư đoàn bộ binh số 1, sư đoàn bộ binh số 61, sư đoàn sơn cước số 5 và sư đoàn SS cảnh vệ số 4.
Vào ngày 14 tháng 1, thời tiết chuyển biến tốt hơn và Hồng quân đã có thể sử dụng không quân để yểm hộ cho các đơn vị mặt đất. Quân đội Liên Xô cũng tiếp tục những đợt công kích - cho dù đà tiến binh vẫn còn chậm. Nhằm tăng tốc độ bao vây cứ điểm Lipka, phía Liên Xô sử dụng lữ đoàn trượt tuyết số 12 di chuyển qua bề mặt đóng băng của hồ Ladoga và tập kích quân Đức từ phía sau. Đến cuối ngày, quân Đức tại Lipka và Shlisselburg đã gần như bị cắt khỏi lực lượng chính.
Suốt từ ngày 15 đến 17 tháng 1 năm 1943, hai phương diện quân Volkhov và Leningrad tiếp tục tấn công, nhích lại gần nhau, lần lượt hạ gục các cứ điểm ở khu công nhân số 3, 4, 7, 8, giải phóng phần lớn Shlisselburg. Đến cuối ngày 17 tháng 1, hai phương diện quân chỉ còn cách nhau chứng 1,5–2 kilômét (0,93–1,24 mi) tại vị trí giữa khu công nhân số 1 và 5. Cũng trong thời gian này, vào ngày 15 tháng 1, L. A. Govorov được phong hàm Thượng tướng.

### 18-21 tháng 1: Đục thủng vòng vây, nối liền hành lang Leningrad

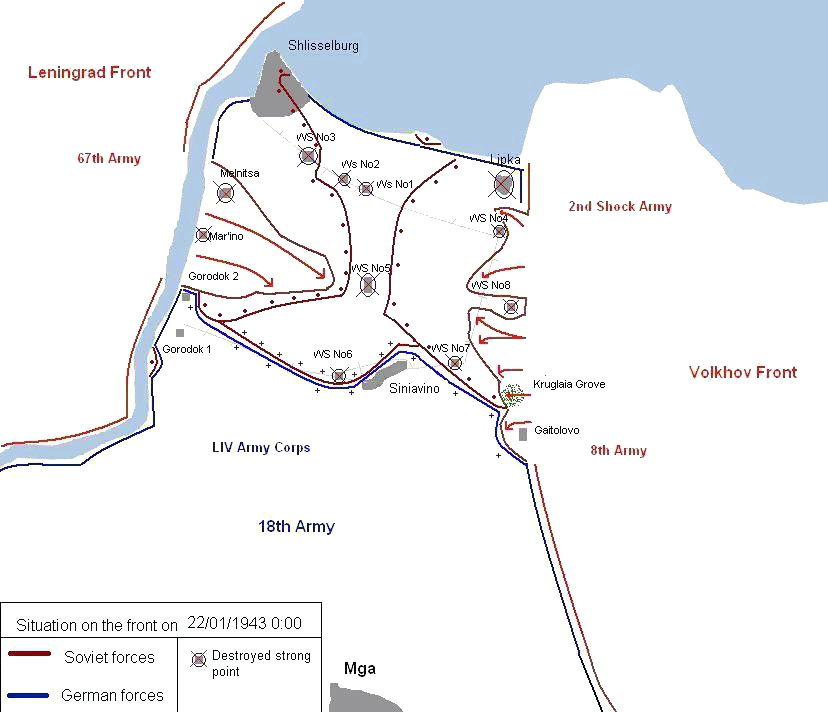
Quân đội Liên Xô tiến công, cho đến trước ngày 22 tháng 1

Vào 9 giờ 30 phút sáng ngày 18 tháng 1, các đơn vị tiên phong của sư đoàn bộ binh số 123 của Tập đoàn quân số 67 và sư đoàn bộ binh số 372 của Tập đoàn quân xung kích số 2 đã gặp nhau tại gần khu công nhân số 1. Như vậy, vòng phong tỏa của quân Đức đối với Leningrad - về mặt kỹ thuật - đã bị đục thủng. Ngày 18 tháng 1 trở thành một thời khắc quan trọng trong trận chiến bảo vệ Leningrad. Sau sự kiện này, khối quân Đức phía Bắc khu công nhân bị cắt rời khỏi lực lượng chính. Cụm tác chiến Hühner, bao gồm 2 đơn vị tác chiến dưới sự chỉ huy của thiếu tướng Werner Hühner - tư lệnh sư đoàn bộ binh số 61, vốn được giao nhiệm vụ trấn thủ hành lang giữa khu công nhân số 1 và số 5 nhưng bây giờ thì không thể nào thực hiện nhiệm vụ này được nữa. Vào cùng ngày, Hồng quân Liên Xô giải phóng khu công nhân số 5 và đánh lui một đợt phản kích của quân Đức tại đây. Các đơn vị tiên phong của sư đoàn bộ binh số 136 của Tập đoàn quân số 67 và sư đoàn bộ binh số 18 của Tập đoàn quân xung kích số 2 cũng đã gặp nhau ở phía Bắc của khu công nhân vào lúc 11 giờ 45 phút. Cụm tác chiến Hühner bây giờ cũng bị cắt rời khỏi lực lượng chính và được lệnh phải vây chạy thoát về phía điểm cao Sinyavino trước khi quân đội Liên Xô kịp tới đây để khóa vòng vây. Cụm tác chiến Hühner buộc phải bỏ lại hết tất cả số đại bác và trang bị nặng và chạy thục mạng trong làn mưa bom bão đạn của quân đội Xô Viết cho đến khi tiếp cận cao điểm Sinyavino vào ngày 19-20 tháng 1. Cho đến đầu buổi chiều, quân đội Liên Xô cũng đã thủ tiêu các cứ điểm Shlisselburg, Lipka và bắt đầu thanh toán hết số quân Đức còn bị kẹt trong những khu rừng phía Nam hồ Ladoga.

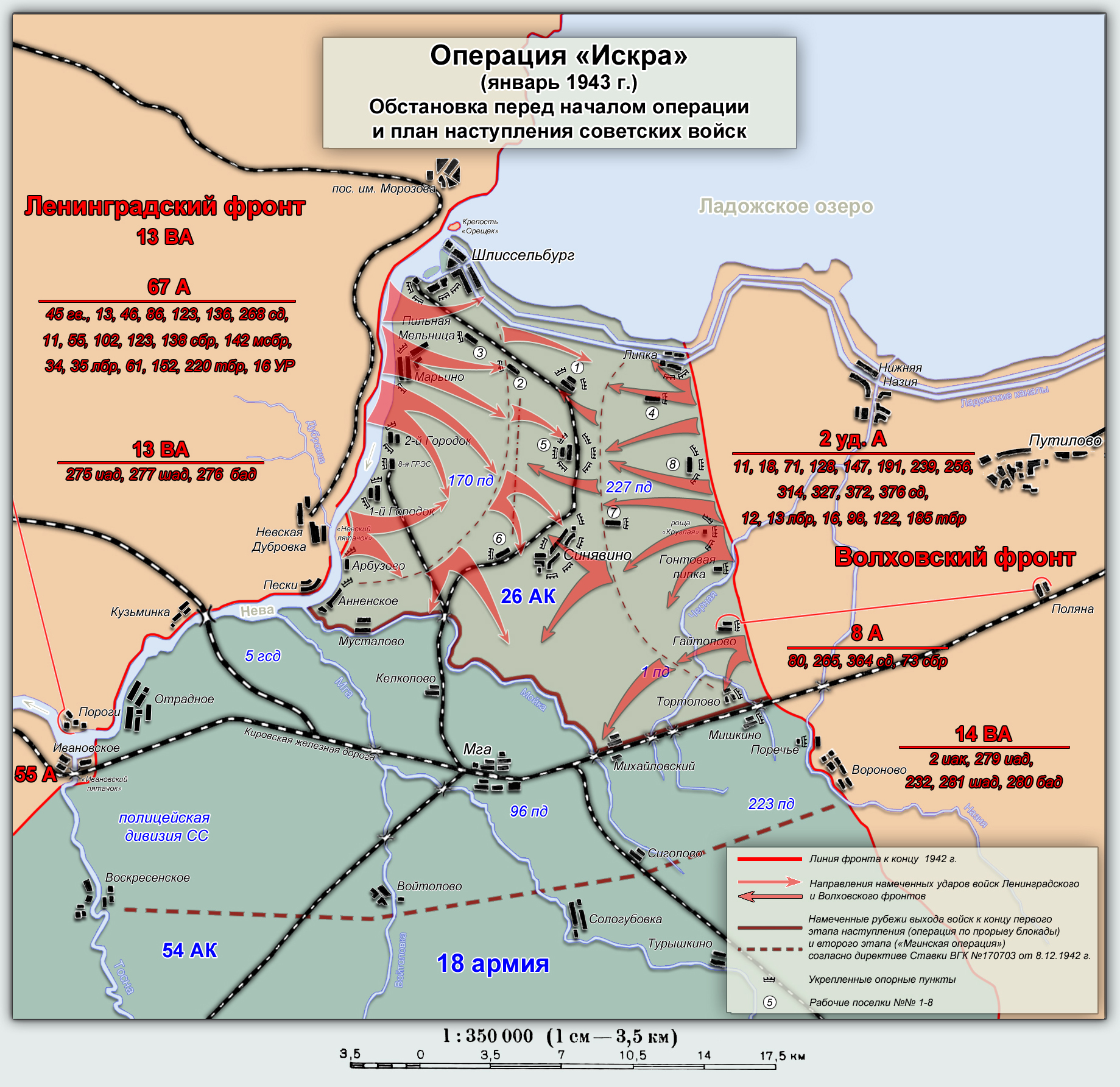
Bản đồ tổng thể Chiến dịch "Tia Lửa"

Trước tình hình vòng vây Leningrad đã bị đục thủng, Hitler la lối, khiển trách tướng Georg Lindemann về thất bại này. Ông ta yêu cầu: "Tập đoàn quân 18 không được lùi một bước, phải giữ Leningrad trong vòng phong toả". Tuy nhiên, do đã điều động quá nhiều xe tăng, thiết giáp cho phía Nam mặt trận Xô- Đức, quân đội Đức Quốc xã không còn các binh đoàn cơ giới đủ mạnh để phản kích lấy lại khu vực "cổ chai" Shlisselburg. Mặc dù vẫn còn sử dụng được pháo binh từ cứ điểm Sinyavino để bắn phá thành phố nhưng về cơ bản, kế hoạch bóp chết Leningrad trong vòng phong tỏa của quân đội Đức Quốc xã đã hoàn toàn thất bại. Vòng phong tỏa Leningrad đã bị phá vỡ sau 871 ngày đêm tồn tại.

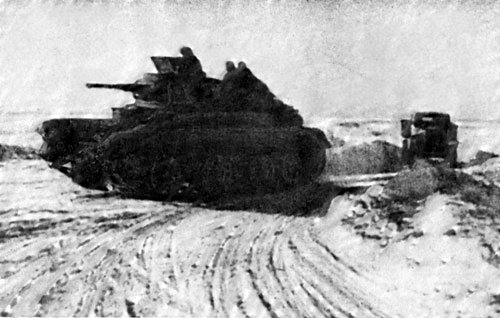
Xe tăng Liên Xô tấn công qua mặt băng trên hồ Ladoga

Trong suốt từ ngày 19 đến 21 tháng 1, quân đội Liên Xô một mặt vừa tập trung tảo thanh các đội quân Đức còn sót lại trong khu vực "cổ chai", mặt khác cũng tìm cách mở rộng hành lang Leningrad về phía Nam với mục tiêu là đánh chiếm điểm cao Sinyavino. Tuy nhiên, Tập đoàn quân số 18 của Đức đã tăng cường lực lượng bố phòng tại đây với các sư đoàn cảnh vệ SS, sư đoàn bộ binh số 21 và sau đó là sư đoàn bộ binh số 11 và sư đoàn sơn cước số 28. Hồng quân Liên Xô đã giải phóng khu công nhân số 6 nhưng không thể mở rộng hành lang Leningrad thêm được nữa.

### 22-30 tháng 1: Củng cố mặt trận, xây dựng tuyến đường tiếp tế
Tình hình trận tuyến không có thay đổi gì kể từ sau ngày 21 tháng 1. Nhận thấy không thể mở rộng hành lang Leningrad thêm nữa, quân đội Liên Xô chuyển sang phòng ngự và củng cố khu vực này nhằm đảm bảo quân Đức không thể tái lập vòng phong tỏa. Chiến dịch Tia Lửa được chính thức kết thúc vào ngày 30 tháng 1. Trước đó, ngày 18 tháng 1, Hội đồng Quốc phòng Nhà nước (GKO) đã thảo kế hoạch xây dựng tuyến đường sắt nối liền Leningrad với nội địa Liên Xô và vào ngày 22 tháng 1 thì bắt đầu khởi công. Theo kế hoạch, tuyến đường phải được xây dựng xong trong vòng 20 ngày, tuy nhiên nó đã được hoàn thành trước thời hạn và bắt đầu vận hành vào ngày 6 tháng 2 năm 1943.

## Diễn biến sau chiến dịch

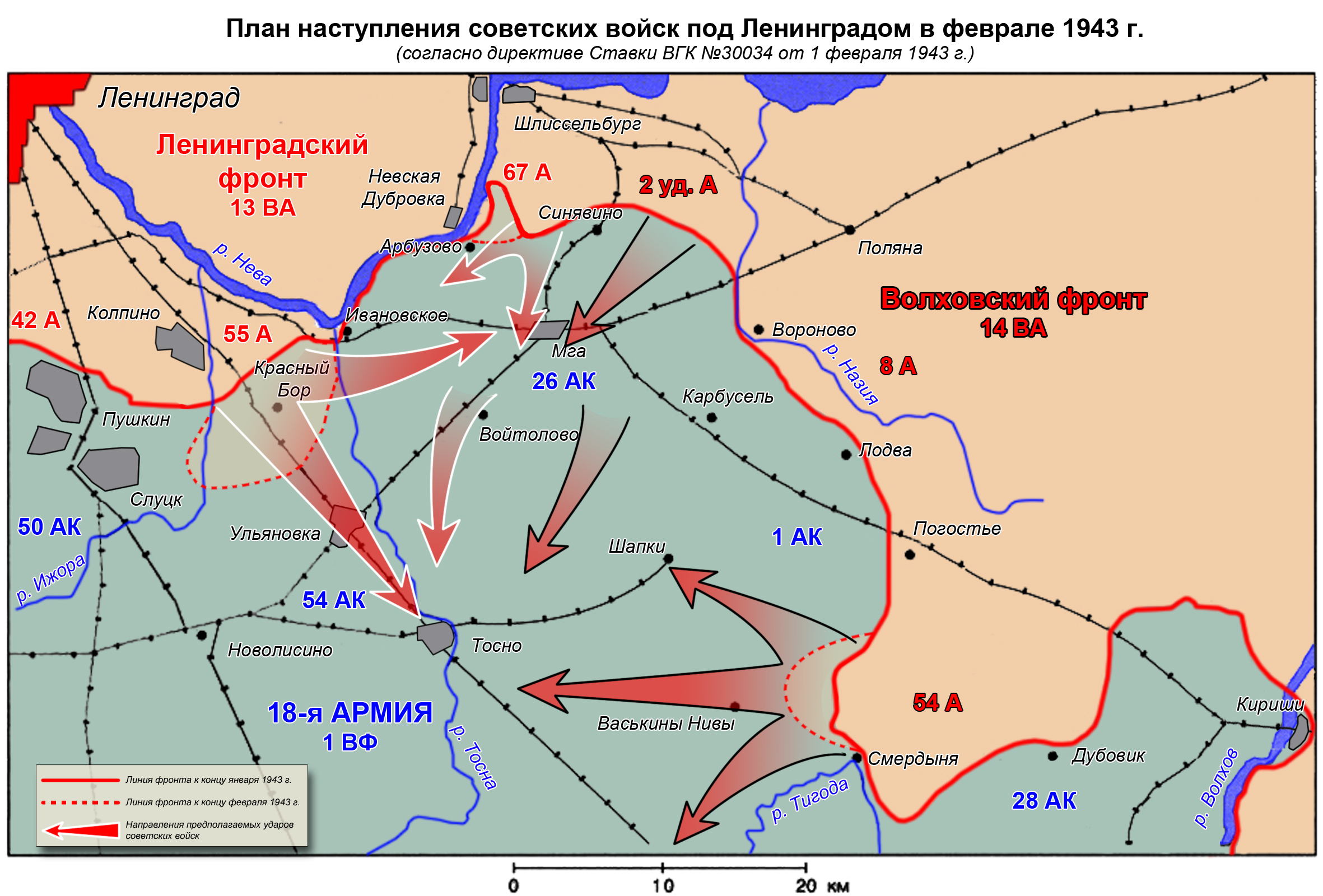
Kế hoạch tấn công của quân đội Liên Xô trong tháng 2 năm 1943

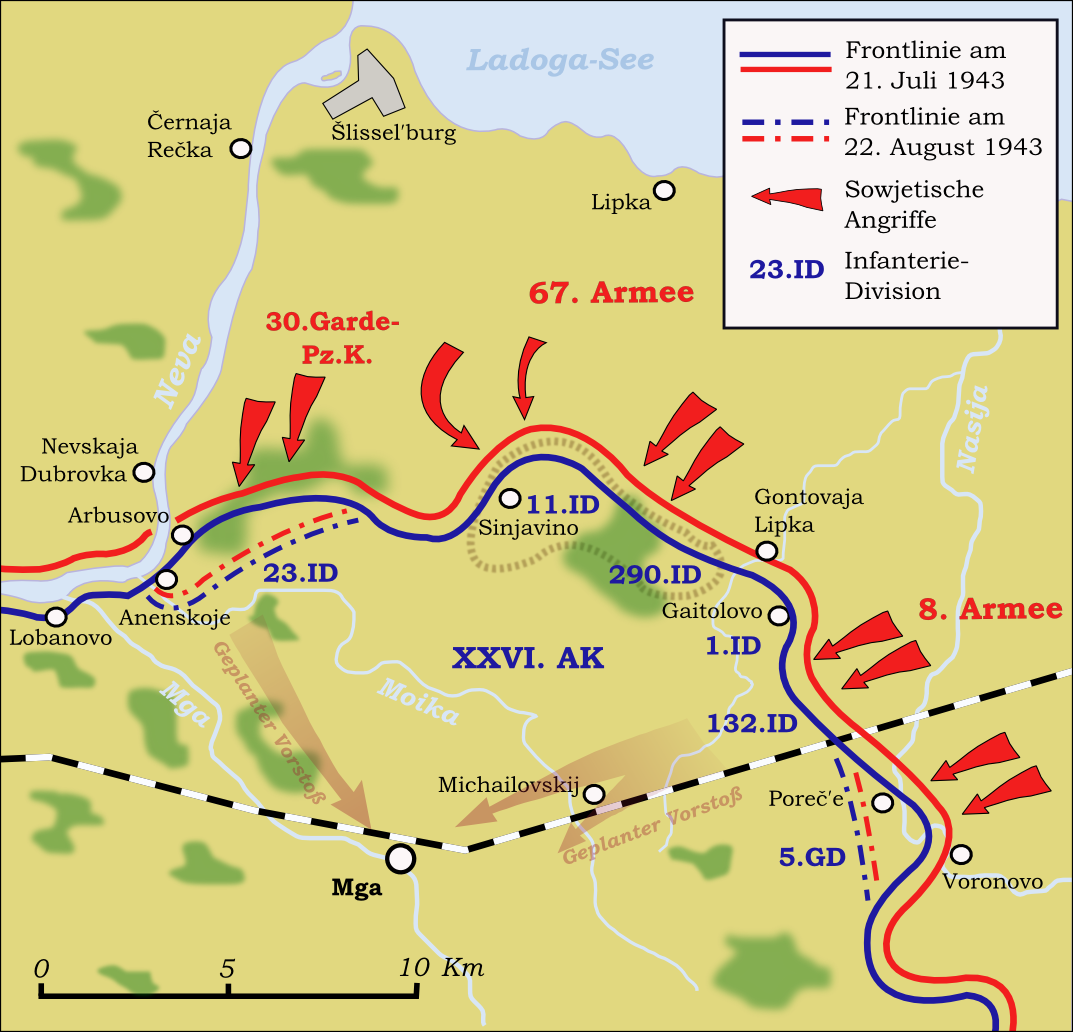
Chiến dịch Siniavino - Mga, 21-7 đến 22-8-1943

Nhằm ngăn chặn quân đội Đức Quốc xã rút thêm các binh đoàn cơ giới còn lại để ném vào trận Kursk, từ ngày 21 tháng 7 đến ngày 22 tháng 8 năm 1943, các Phương diện quân Leningrad và Volkhov tiếp tục mở các trận đánh tại khu vực Sinyavino - Mga. Tham gia trận đánh có các tập đoàn quân 8, 67 và quân đoàn cơ giới 30. Chống lại cuộc tấn công này có quân đoàn bộ binh 24 (Đức) gồm 5 sư đoàn bộ binh 1, 11, 23, 132, 290 và sư đoàn cơ giới 5. Mặc dù không thực hiện được ý định hội quân tại Mga để hợp vây quân đoàn 24 tại khu phòng thủ kiên cố Sinyavino nhưng tập đoàn quân 8 và quân đoàn cơ giới 30 đã chiếm được hai bàn đạp quan trọng tại Anenskoie và Porecy, tạo điều kiện thuận lợi hơn cho cuộc tổng phản công của quân đội Liên Xô tại mặt trận Leningrad trong chiến dịch Narva.

## Kết quả
Chiến dịch Tia Lửa là một thắng lợi quan trọng về chiến lược đối với quân đội Xô Viết. Về khía cạnh quân sự, chiến dịch Tia Lửa đã thủ tiêu nguy cơ Leningrad bị rơi vào tay kẻ thù cũng như việc quân Phần Lan và quân Đức có thể hợp binh với nhau ở mặt trận Tây Bắc; sau chiến thắng này phương diện quân Leningrad đã nhận được sự tiếp ứng đầy đủ hơn, được củng cố vững chắc hơn và có thể hành động phối hợp chặt chẽ với phương diện quân Volkhov nhờ vào hành lang liên lạc ở bờ Tây hồ Ladoga. Đối với thành phố Leningrad, thắng lợi của chiến dịch đồng nghĩa với việc tiếp tế lương thực, nhu yếu phẩm cũng như việc di tản dân cư khỏi thành phố sẽ diễn ra mau lẹ và dễ dàng hơn. Phá vỡ được vòng cương tỏa của Leningrad rõ ràng mang lại một lợi thế chiến lược cho quân đội Liên Xô, dù nó bị che mờ bởi sự đầu hàng của Tập đoàn quân số 6 (Đức) tại Stalingrad ít ngày sau đó. Đồng thời, trong chiến dịch Tia Lửa, quân đội Liên Xô đã bắt sống được chiếc xe tăng "cọp" đầu tiên của phát xít Đức, và "tù binh" này nhanh chóng được đưa về hậu phương để "mổ xẻ" và nghiên cứu.
Chiến thắng của chiến dịch Tia Lửa đã giúp cho Đại tướng G. K. Zhukov được phong quân hàm Nguyên soái Liên bang Xô Viết, còn trung tướng pháo binh L. A. Govorov cũng được thăng lên hàm thượng tướng vào ngày 15 tháng 1. Đồng thời cả L. A. Govorov và K. A. Meretskov cũng được tặng thưởng Huân chương Suvorov vào ngày 28 tháng 1. Các sư đoàn bộ binh số 136 và 327 cũng được phong danh hiệu Cận vệ, trở thành sư đoàn bộ binh cận vệ số 63 và số 64, trong khi Lữ đoàn xe tăng số 61 trở thành Lữ đoàn xe tăng cận vệ số 30.
Về phía Đức, chiến dịch Tia Lửa khiến cho thế trận của Tập đoàn quân số 18 (Đức) bị kéo căng quá cỡ và làm cho lực lượng này bị hao tổn nhiều binh tướng. Trước tình trạng thiếu hụt binh lực, Bộ Tư lệnh của Cụm Tập đoàn quân Bắc buộc phải hạ lệnh rút binh khỏi cái túi Demyansk để thu ngắn lại mặt trận. Demyansk cùng với cái túi Rzhev ở khu vực của cụm tập đoàn quân Trung tâm vốn dĩ được xem như hai bàn đạp để quân Đức tấn công và tạo hai gọng kìm bao vây một số lượng lớn binh lực của quân đội Liên Xô. Tuy nhiên đến năm 1943, việc giữ hai bàn đạp này không còn khả thi và việc rút quân khỏi chúng là cần thiết.
Tuy nhiên, bất chấp những thành quả thu được, Bộ Tổng tư lệnh Tối cao Liên Xô vẫn nhận thức được rằng Chiến dịch Tia Lửa chưa hoàn tất được đẩy đủ những mong muốn của họ. Cái "cổ chai" Shlisselburg quá hẹp và đường vận chuyển, tiếp tế vẫn nằm trong tầm đại bác của phía Đức, đồng thời cao điểm Siniavino cũng vẫn còn bị người Đức chiếm giữ. Điều này khiến Nguyên soái G. K. Zhukov quyết định mở một cuộc tấn công lớn mang tên Chiến dịch Sao Bắc Cực (Polyarnaya Zvezda) nhằm giáng một đòn quyết định vào Cụm Tập đoàn quân Bắc; có điều kế hoạch tham vọng này đã không thành công. Tuy nhiên, suốt năm 1943 quân đội Liên Xô đã mở một số đợt tấn công khác và dần dần nới rộng được cái "cổ chai" Shlisselburg và đến tháng Chín đã giải phóng Siniavino. Thành phố Leningrad vẫn bị pháo binh và không quân Đức uy hiếp mãi đến đầu năm 1944 khi toàn bộ quân Đức bị quét sạch khỏi từng cây số vuông của tỉnh Leningrad.